# Day-time
Il day-time è la fascia oraria della programmazione televisiva giornaliera del mattino e pomeriggio.
La programmazione per questa fascia cominciò in Europa ad aumentare nella seconda metà degli anni settanta. Negli Stati Uniti subì profondi cambiamenti durante gli anni ottanta con l'avvento dei talk-show, che tolsero via via spazio a soap-opera, game show e programmi per bambini.
In Italia, generalmente i programmi di questa fascia terminano alle 18:00 circa, quando inizia il cosiddetto preserale. All'interno del daytime si distinguono tre sottofasce: quella del mattino, dedicata principalmente a un pubblico femminile; quella del mezzogiorno, per un pubblico familiare; la fascia pomeridiana, per un pubblico giovane.